# Allainville (Yvelines)
Allainville település Franciaországban, Yvelines megyében. Lakosainak száma 281 fő (2022. január 1.). Allainville Paray-Douaville, Chatignonville, Garancières-en-Beauce, Sainville, Boinville-le-Gaillard, Saint-Martin-de-Bréthencourt és Corbreuse községekkel határos.

## Népesség
A település népességének változása:
| Lakosok száma | 297  | 305  | 311  | 306  | 299  | 293  | 286  | 282  | 281  |
|               | 2013 | 2015 | 2016 | 2017 | 2018 | 2019 | 2020 | 2021 | 2022 |